# Aşağıovacık, Kızılırmak
Aşağıovacık là một xã thuộc huyện Kızılırmak, tỉnh Çankırı, Thổ Nhĩ Kỳ. Dân số thời điểm năm 2010 là 141 người.